# 馬雷基亞河

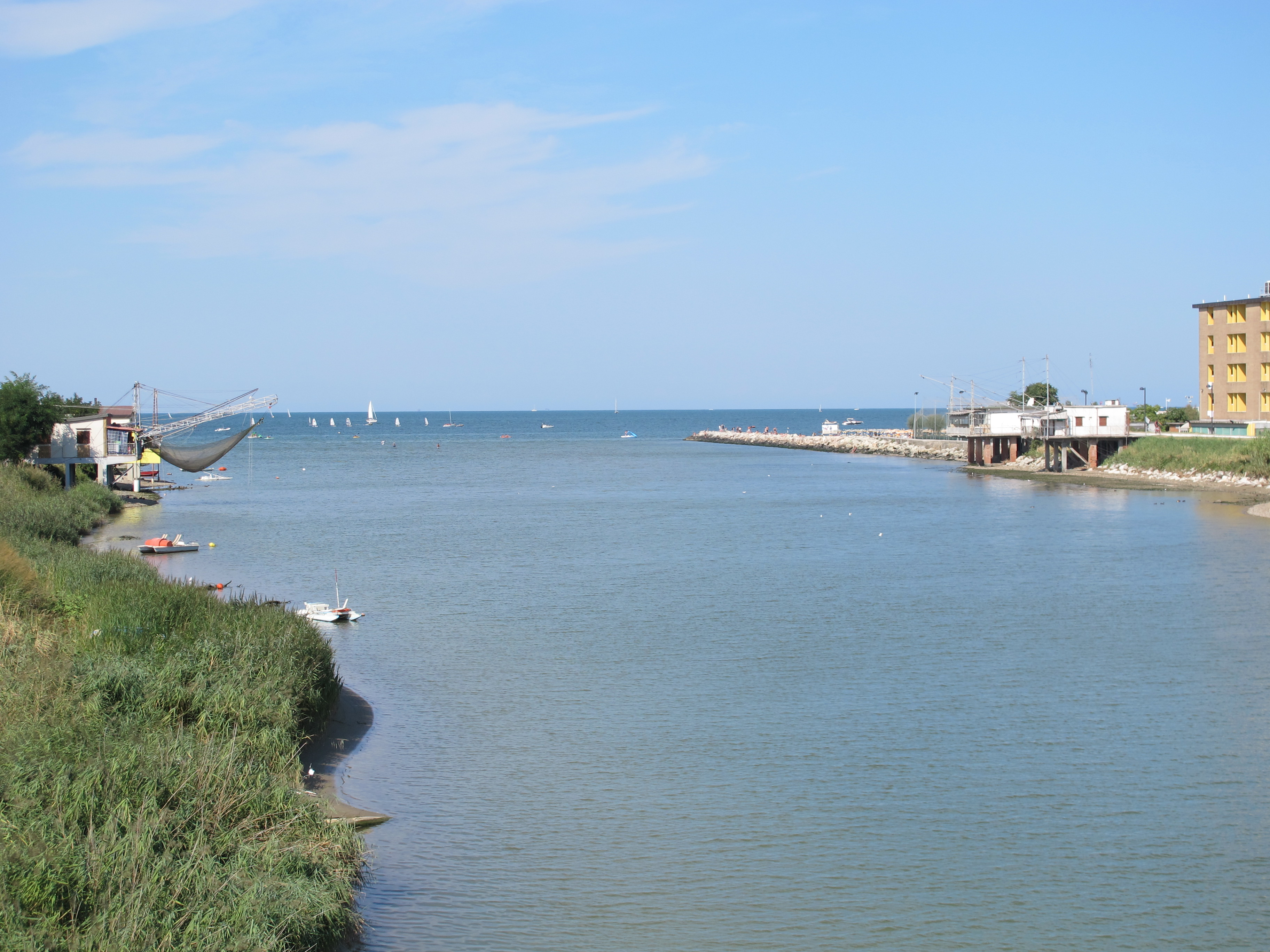
馬雷基亞河

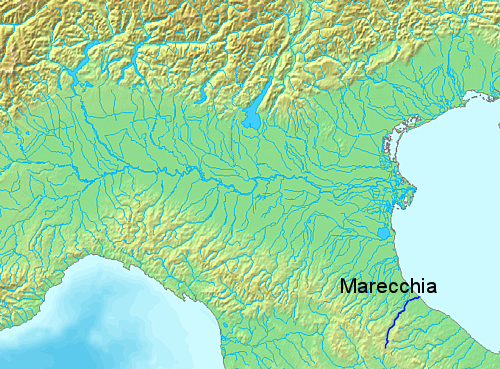
馬雷基亞河位置

馬雷基亞河（意大利語：Marecchia）是意大利的河流，位於該國東部，河道全長70公里，流域面積941平方公里，平均流量每秒10.8立方米，發源自巴迪亞泰達爾達，最終在里米尼注入亞得里亞海。
44°04′N 12°34′E / 44.067°N 12.567°E